# Mahāyāna Mahāparinirvāṇasūtra

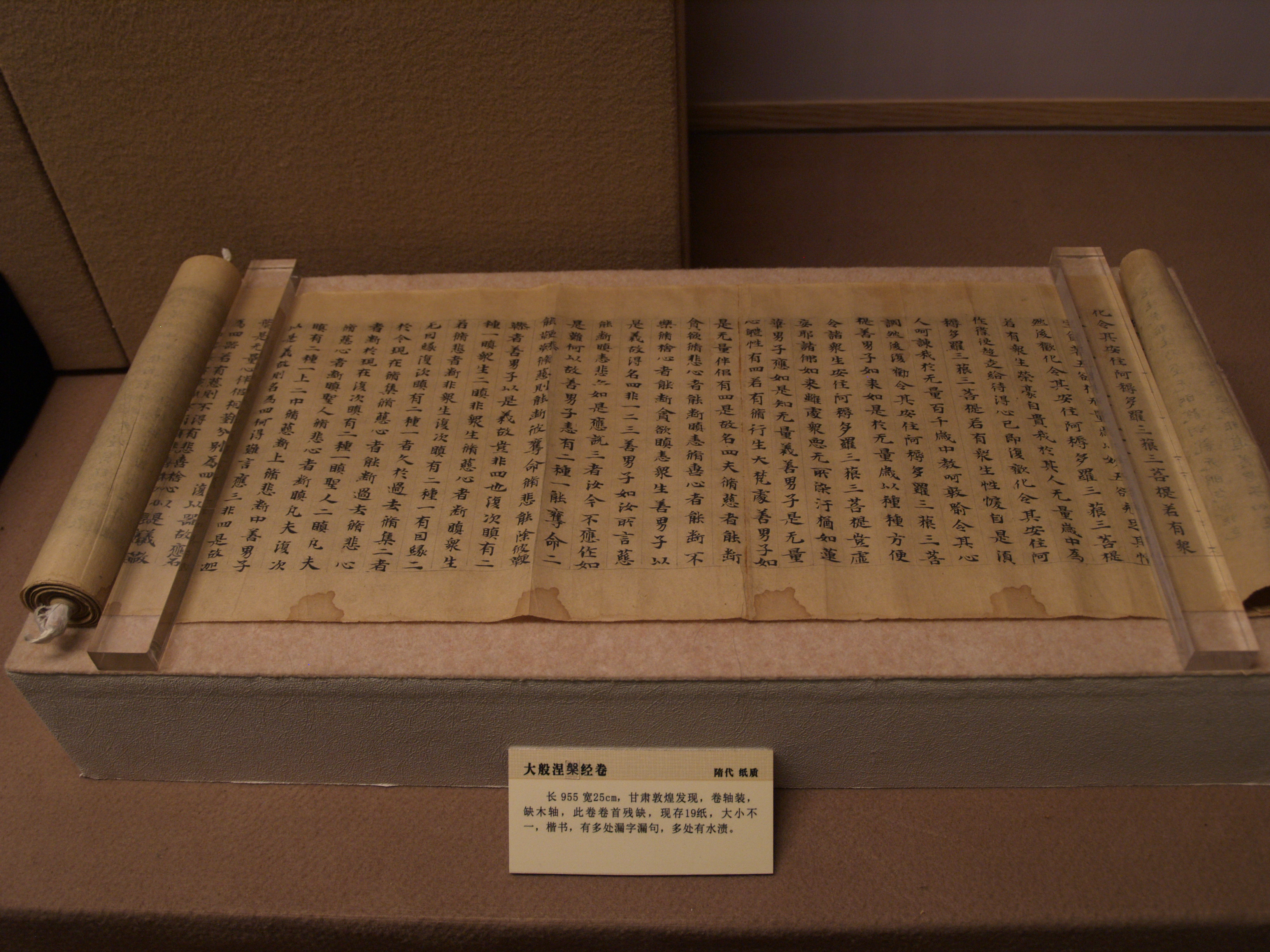

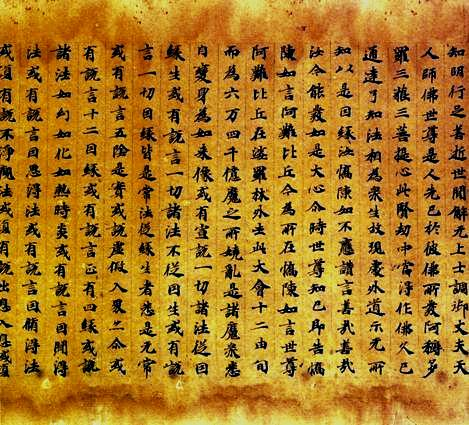
Manoscritto in lingua cinese del Mahāyāna Mahāparinirvāṇasūtra risalente al VI secolo, rinvenuto a Dunhuang

Il Mahāyāna Mahāparinirvāṇasūtra ("Sutra Mahāyāna del Grande passaggio al di là della sofferenza", anche Mahāparinirvāṇamahāsūtra o Nirvāṇasūtra; cinese: 大般涅槃經, Dà bānnièpán jīng; giapponese: Dai hatsu nehan kyō; coreano: 대반열반경 Tae pan yŏlban kyŏng; tibetano: Yongs su my a ngan las ’das pa chen po’i mdo) è un sūtra appartenente alla tradizione del Buddismo Mahāyāna.
Non va confuso con l'opera conservata nel Canone pāli, il Mahāparinibbānasutta (nel Dīghanikāya 16), né con il Mahāparinirvāṇasūtra contenuto nel Canone cinese (nello Āhánbù), appartenenti ambedue alla tradizione degli Āgama-Nikāya.

## Edizioni del Mahāyāna Mahāparinirvāṇasūtra

### In lingua sanscrita
Non conserviamo alcuna versione sanscrita integrale del sūtra, ma solo alcuni frammenti in questa lingua, tra cui:
- sei frammenti risalenti al VI/VII secolo, sono conservati presso l'Accademia russa delle scienze e sono frutto di una spedizione archeologica tedesca nella regione del Turfan;
- uno è conservato presso il complesso templare buddista sul monte Koya in Giappone;
- uno è conservato presso la British Library di Londra.

### In lingua cinese
Nel Canone buddista cinese, nello Nièpánbù (vol.12), il sūtra è conservato in tre differenti versioni:
- quella di Buddhabhadra e Fǎxiǎn (法顯) in 6 fascicoli  del 417-418 (T.D. 376.) con il titolo Dàbānníhuánjīng (大般泥洹經, giapp. Daihannionkyō), questa è la traduzione più antica, e la più breve di cui disponiamo ;
- quella di Dharmakṣema in 40 fascicoli del 421-430 (T.D. 374), che aggiunse alcuni capitoli riportati dal Regno di Khotan e che viene indicata come la "versione settentrionale" (大般涅槃經, pinyin Dàbānnièpánjīng, giapp. Dainehankyō), questa è la versione più lunga di cui disponiamo; da questa versione è stata tradotta l'unica edizione integrale attualmente disponibile in lingua occidentale: Kōshō Yamamoto, The Mahayana Mahaparinirvana Sutra, 3 voll., Karinbunko, Ube City, 1973-1975[2];
- quella di Huìguān (慧觀, IV-V secolo) e Huìyán (慧嚴, 363-443), con il medesimo titolo di Dàbānnièpánjīng (大般涅槃經, al T.D. 375), ma in 36 fascicoli, detta "versione meridionale", corrisponde a una revisione e a una riduzione della traduzione di Dharmakṣema.

### In lingua tibetana
Nella VI sezione del Kangyur (voll. 77-78):
- al Toh 120,  vi è la prima traduzione "corta" del sūtra, in 3.900 śloka (13 rotoli), operata agli inizi del IX secolo da Jinamitra, Dhyānagarbha e Ban de btsan dra con il titolo  ཡོངས་སུ་མྱ་ངན་ལས་འདས་པ་ཆེན་པོ་ཐེག་པ་ཆེན་པོའི་མདོ།, Phags pa yong su Mya ngan las 'Das pa chen po theg pa chen po'i MDO ;
- al Toh 121 sono conservati pochi fogli (in tutto 16 versi) tradotti da Kamalagupta e Rin Chen Bzang Po con il titolo  ཡོངས་སུ་མྱ་ངན་ལས་འདས་པའི་མདོ།, Phags pa yongs su mya ngan las 'das pa'i mdo;
- al Toh 119 è conservata la traduzione dal cinese in lingua tibetana della versione di Dharmakṣema, operata da Wang-phab-zhun, Dge-ba'i blos-gros e Rgya-mtsho'i sde in 56 rotoli, con il titolo  ཡོངས་སུ་མྱ་ངན་ལས་འདས་པ་ཆེན་པོའི་མདོ།, Phags pa yongs su mya ngan las 'das pa chen po'i mdo, questa è la versione tibetana più nota.

## Datazione
Il Mahāyāna Mahāparinirvāṇasūtra è la rivisitazione mahāyāna degli ultimi giorni di vita del  Buddha Śākyamuni con i relativi ultimi insegnamenti. Se gli eventi riportati coincidono in parte con il Mahāparinirvāṇasūtra contenuto nello Āhánbù o con il  Mahāparinibbānasutta del Canone pāli, questi di origine hīnayāna, gli insegnamenti riportati sono totalmente differenti, insistendo il testo mahāyāna su dottrine quali, ad esempio, il Tathāgatagarbha. 
Sembrano siano esistite più versioni sanscrite di questo sūtra, la più antica delle quali avrebbe avuto origine nella regione del Kashmir/Gandhāra intorno al III secolo.

## Contenuto e dottrine
L'ambiente narrativo del Mahāyāna Mahāparinirvāṇasūtra è in parte coincidente con il Mahāparinirvāṇasūtra contenuto nello Āhánbù e con il Mahāparinibbānasutta del Canone pāli, ma si conservano in questo sūtra significative differenze rispetto ai corrispettivi testi hīnayāna. Se ad esempio il contesto è sempre quello delle ultime ore del Buddha Śākyamuni prima della sua "morte" (ma qui "apparente"), Ānanda ha solo un ruolo marginale, comparendo solo alla fine del testo. Il vero ruolo di assistente del Buddha è affidato a Mahākāśyapa, in quanto, spiega il sūtra, Ānanda sarebbe indegno di custodire il Dharma  .
La dottrina contenuta nella prima parte del sūtra consiste nel considerare il parinirvāṇa del Buddha Śākyamuni come una morte "apparente", e in realtà mai avvenuta. Il corpo del Buddha, qui indicato come dharmakāya o abhedavajrakāya, sarebbe in realtà adamantino e indistruttibile e la sua vita sarebbe incalcolabile. Quello del Buddha è quindi un mahānirvāṇa, differente dal nirvāṇa degli arhat, i quali non hanno la consapevolezza del buddhadhātu avendo conseguito solo il superamento delle afflizioni (kleśa). 
La seconda parte contiene un insieme di dottrine che vanno  da una lettura, sempre docetista, della vita terrena del Buddha e delle sue precedenti attività bodhisattviche, a delle interpretazioni delle regole monastiche (vinaya), alla dottrina del mòfǎ, a quella del tathāgatagarbha. 
Inoltre in questo sūtra buddista il Buddha, il Tathāgata, è visto possedere le guṇapāramitā (la "perfezione delle qualità": "beatitudine", "permanenza", "purezza" e "Sé") ovvero quattro qualità ma opposte a quelle che affliggono gli esseri senzienti (vedi: viparyāsa). 
Non solo, le guṇapāramitā sono intrinseche, potenzialmente, in tutti gli esseri senzienti, in quanto la loro autentica natura è il tathāgatagarbha. Dal che, a differenza di altre dottrine buddiste, la dottrina dello anātman viene indicata come  saṃvṛtisatya (假諦) ovvero come "verità convenzionale" in quanto lo Śākyamuni avrebbe inteso rigettare solo il "sé" condizionato per liberare il vero "Sé" (mahātman; cinese: 大我, dàwǒ; giapponese: daigo), nel nirvāṇa, per manifestare il buddhadhātu .
Nel sūtra è contenuta anche la profezia del Buddha Śākyamuni sul declino del Dharma buddista (vedi: Mòfǎ), che si avvierà 700 anni dal suo parinirvāṇa.

## Struttura del Sutra
| Capitolo | Rotolo | Titolo in lingua cinese           | Titolo in italiano | Contenuto |
| -------- | ------ | --------------------------------- | ------------------ | --------- |
| 1        | 1      | 序品, xù pǐn                      |                    |           |
| 2        |        | 大身菩薩品, dàshēn púsà pǐn       |                    |           |
| 3        |        | 長者純陀品, cháng zhě chúntuó pǐn |                    |           |
| 4        |        | 哀歎品, āitàn pǐn                 |                    |           |
| 5        |        | 長壽品, cháng shòu pǐn            |                    |           |
| 6        |        | 金剛身品, jīngāng shēn pǐn        |                    |           |
| 7        |        | 受持品, shòu chí pǐn              |                    |           |
| 8        |        | 四法品, sìfǎ pǐn                  |                    |           |
| 9        |        | 四依品, sìyī pǐn                  |                    |           |
| 10       |        | 分別邪正品, fēn bié xié zhèng pǐn |                    |           |
| 11       |        | 四諦品, sìdì pǐn                  |                    |           |
| 12       |        | 四倒品, sìdǎo pǐn                 |                    |           |
| 13       |        | 如來性品, rúlái xìng pǐn          |                    |           |
| 14       |        | 文字品, wénzì pǐn                 |                    |           |
| 15       |        | 鳥喩品, niǎoyù pǐn                |                    |           |
| 16       |        | 月喩品, yuèyù pǐn                 |                    |           |
| 17       |        | 問菩薩品, wèn púsà pǐn            |                    |           |
| 18       | 6      | 隨喜品, suí xǐ pǐn                |                    |           |

| Capitolo | Rotolo | Titolo in lingua cinese                                               | Titolo in italiano | Contenuto |
| -------- | ------ | --------------------------------------------------------------------- | ------------------ | --------- |
| 1        | 1–3    | 壽命品, shòu mìng pǐn                                                 |                    |           |
| 2        | 3      | 金剛身品, jīngāng shēn pǐn                                            |                    |           |
| 3        | 3      | 名字功徳品, míng zì gōng dé pǐn                                       |                    |           |
| 4        | 4–10   | 如來性品, rúlái xìng pǐn                                              |                    |           |
| 5        | 10     | 一切大衆所問品, yī qiè dà zhòng suǒ wèn pǐn                           |                    |           |
| 6        |        | 現病品, xiàn bìng pǐn                                                 |                    |           |
| 7        |        | 聖行品, shèng xíng pǐn                                                |                    |           |
| 8        |        | 梵行品, fàn xíng pǐn                                                  |                    |           |
| 9        |        | 嬰兒行品, yīng ér xíng pǐn                                            |                    |           |
| 10       |        | 光明遍照高貴徳王菩薩品, guāng míng biàn zhào gāo guì dé wáng púsà pǐn |                    |           |
| 11       |        | 師子吼菩薩品, shīzǐhǒu púsà pǐn                                       |                    |           |
| 12       |        | 迦葉菩薩品, jiāyè púsà pǐn                                            |                    |           |
| 13       |        | 僬陳如品, jiāo chén rú pǐn                                            |                    |           |

| Capitolo | Rotolo | Titolo in lingua cinese                                               | Titolo in lingua italiana | Contenuto |
| -------- | ------ | --------------------------------------------------------------------- | ------------------------- | --------- |
| 1        |        | 序品, xù pǐn                                                          |                           |           |
| 2        |        | 純陀品, chúntuó pǐn                                                   |                           |           |
| 3        |        | 哀歡品, āihuān pǐn                                                    |                           |           |
| 4        |        | 長壽品, cháng shòu pǐn                                                |                           |           |
| 5        |        | 金剛身品, jīngāng shēn pǐn                                            |                           |           |
| 6        |        | 名字功徳品, míng zì gōng dé pǐn                                       |                           |           |
| 7        |        | 四相品, sìxiàng pǐn                                                   |                           |           |
| 8        |        | 四依品, sìyī pǐn                                                      |                           |           |
| 9        |        | 邪正品, xié zhèng pǐn                                                 |                           |           |
| 10       |        | 四諦品, sìdì pǐn                                                      |                           |           |
| 11       |        | 四倒品, sìdǎo pǐn                                                     |                           |           |
| 12       |        | 如來性品, rúlái xìng pǐn                                              |                           |           |
| 13       |        | 文字品, wénzì pǐn                                                     |                           |           |
| 14       |        | 鳥喩品, niǎoyù pǐn                                                    |                           |           |
| 15       |        | 月喩品, yuèyù pǐn                                                     |                           |           |
| 16       |        | 薩品, púsà pǐn                                                        |                           |           |
| 17       |        | 一切大衆所問品, yī qiè dà zhòng suǒ wèn pǐn                           |                           |           |
| 18       |        | 聖行品, shèng xíng pǐn                                                |                           |           |
| 19       |        | 梵行品, fàn xíng pǐn                                                  |                           |           |
| 20       |        | 嬰兒行品, yīng ér xíng pǐn                                            |                           |           |
| 21       |        | 光明遍照高貴徳王菩薩品, guāng míng biàn zhào gāo guì dé wáng púsà pǐn |                           |           |
| 22       |        | 師子吼菩薩品, shīzǐhǒu púsà pǐn                                       |                           |           |
| 23       |        | 迦葉菩薩品, jiāyè púsà pǐn                                            |                           |           |
| 24       |        | 僬陳如品, jiāo chén rú pǐn                                            |                           |           |